# Clarence L. Cooper, Jr.
Clarence L. Cooper Jr. (* 1934 in Detroit; † 1978 in New York City) war ein US-amerikanischer Schriftsteller. Er schrieb Romane und Erzählungen über die dunklen Seiten des Lebens der Afroamerikaner.

## Leben und Werk
Coopers Bücher handeln von Drogensucht und Kriminalität, von den Problemen ehrlicher Geschäftsleute mit Gangstern und den Gefühlen eines Black Muslim gegenüber seiner weißen Mutter. Über Coopers Leben ist wenig bekannt, sein Debütroman The Scene wird für zumindest teilweise autobiographisch gehalten. Man weiß, dass er um 1955 als Redakteur für den Chicago Messenger gearbeitet hat und wahrscheinlich damals anfing, Heroin zu benutzen. Coopers Bücher wurden von verschiedenen Verlagen nachgedruckt. The Scene erschien 1960 bei dem angesehenen Verlag Random House und wurde freundlich besprochen, aber weitere Bücher erschienen nur als Taschenbuch, bei Regency Books. Cooper saß Anfang der 1960er-Jahre in Detroit im Gefängnis. The Farm, sein letztes Buch (1967), spielt in der staatlichen Drogentherapieanstalt Lexington in Kentucky, einer sogenannten U.S. Narcotics Farm
Coopers Sucht, die Entfremdung von seiner Familie in Detroit, die Entzweiung mit engen Freunden, der fehlende Erfolg und die Armut führten zu seinem frühen Tod. Er starb betrunken auf der Straße in New York, nahe dem YMCA auf der 23. Straße in Manhattan.

## Romane und Novellen
- The Scene, Random House, 1960. ISBN 0-393-31463-4.
- The Syndicate. Newsstand, Chicago 1960. Unter dem Autorennamen Robert Chestnut.
- Weed, Regency, 1961.
- The Dark Messenger, Regency, 1962.
- Black; Two Short Novels, Regency, 1962. Enthält Yet Princess Follow und Not We Many.
- The Farm, Crown Publishers, 1967. Repr. ISBN 0-393-31785-4.